# Bリーグアーリーカップ 2018
B.LEAGUE EARLY CUP 2018は、B.LEAGUE EARLY CUPの2018年度大会。
前年度のB.LEAGUE EARLY CUP 2017は4地区による開催だったが、参加クラブの増加に伴い今回は全6地区によってトーナメントが行われた。

## 日程
- 開催日：2018年9月7日（金）～9月9日（日）
- 会場
  - 東北：ゼビオアリーナ仙台
  - 関東：宇都宮市体育館
  - 北信越：千曲市更埴体育館
  - 東海：豊橋市総合体育館
  - 関西：大阪府立体育会館
  - 西日本：松江市総合体育館

## 参加クラブ
- 太字はトーナメントにおけるシードクラブ。下線は主管クラブ。

| 地区   | 参加クラブ |
| ------ | --- |
| 東北   | 青森ワッツ、岩手ビッグブルズ、仙台89ERS、秋田ノーザンハピネッツ、山形ワイヴァンズ、福島ファイヤーボンズ                              |
| 関東   | 栃木ブレックス、千葉ジェッツ、アルバルク東京、サンロッカーズ渋谷、川崎ブレイブサンダース、横浜ビー・コルセアーズ                     |
| 北信越 | レバンガ北海道、群馬クレインサンダーズ、新潟アルビレックスBB、富山グラウジーズ、金沢武士団、信州ブレイブウォリアーズ                 |
| 東海   | 茨城ロボッツ、アースフレンズ東京Z、三遠ネオフェニックス、シーホース三河、名古屋ダイヤモンドドルフィンズ、Fイーグルス名古屋           |
| 関西   | 滋賀レイクスターズ、大阪エヴェッサ、西宮ストークス、バンビシャス奈良、琉球ゴールデンキングス、ソウル三星サンダース（KBL）            |
| 西日本 | 島根スサノオマジック、広島ドラゴンフライズ、香川ファイブアローズ、愛媛オレンジバイキングス、ライジングゼファー福岡、熊本ヴォルターズ |

※レバンガ北海道は北信越開催に出場予定であったものの、北海道胆振東部地震（開幕前日に発生）のため欠場した。

## トーナメント

### 東北

#### 1回戦
| 9月7日 16:00 |

|  |

| 福島ファイヤーボンズ 76, 岩手ビッグブルズ 86 |
| クォーター・スコア: -, -, -, -               |

| 9月7日 19:00 |

|  |

| 山形ワイヴァンズ 62, 青森ワッツ 64 |
| クォーター・スコア: -, -, -, -     |

#### 5位決定戦
| 9月8日 12:00 |

|  |

| 山形ワイヴァンズ 89, 福島ファイヤーボンズ 58 |
| クォーター・スコア: -, -, -, -               |

#### 準決勝
| 9月8日 15:00 |

|  |

| 仙台89ERS 77, 岩手ビッグブルズ 75 |
| クォーター・スコア: -, -, -, -    |

| 9月8日 18:00 |

|  |

| 青森ワッツ 69, 秋田ノーザンハピネッツ 80       |
| クォーター・スコア: 19-23, 21-14, 17-22, 12-21 |

#### 3位決定戦
| 9月9日 12:00 |

|  |

| 岩手ビッグブルズ 52, 青森ワッツ 65 |
| クォーター・スコア: -, -, -, -     |

#### 決勝
| 9月9日 15:00 |

|  |

| 仙台89ERS 70, 秋田ノーザンハピネッツ 67        |
| クォーター・スコア: 11-22, 19-13, 26-17, 14-15 |

### 関東

#### 1回戦
| 9月7日 17:30 |

|  |

| 川崎ブレイブサンダース 69, サンロッカーズ渋谷 73 |
| クォーター・スコア: -, -, -, -                   |

| 9月7日 20:00 |

|  |

| 千葉ジェッツ 114, 横浜ビー・コルセアーズ 55 |
| クォーター・スコア: -, -, -, -              |

#### 5位決定戦
| 9月8日 14:00 |

|  |

| 川崎ブレイブサンダース 74, 横浜ビー・コルセアーズ 69 |
| クォーター・スコア: -, -, -, -                       |

#### 準決勝
| 9月8日 16:30 |

|  |

| サンロッカーズ渋谷 33, アルバルク東京 78 |
| クォーター・スコア: -, -, -, -           |

| 9月8日 19:00 |

|  |

| 栃木ブレックス 88, 千葉ジェッツ 77 |
| クォーター・スコア: -, -, -, -     |

#### 3位決定戦
| 9月9日 13:00 |

|  |

| 千葉ジェッツ 72, サンロッカーズ渋谷 64 |
| クォーター・スコア: -, -, -, -         |

#### 決勝
| 9月9日 16:00 |

|  |

| 栃木ブレックス 70, アルバルク東京 72 |
| クォーター・スコア: -, -, -, -       |

### 北信越

#### 1回戦
| 9月7日 17:30 |

| レポート |

| 富山グラウジーズ 84, 群馬クレインサンダーズ 54 |
| クォーター・スコア: -, -, -, -                 |

| 9月7日 20:00 |

| レポート |

| 新潟アルビレックスBB 88, 金沢武士団 77 |
| クォーター・スコア: -, -, -, -         |

#### 5位決定戦
| 9月8日 14:00 |

| レポート |

| 群馬クレインサンダーズ 90, 金沢武士団 87                   |
| クォーター・スコア: -, -, -, -                             |
| ※レバンガ北海道の欠場に伴い、当試合の勝者は3位決定戦に出場 |

#### 準決勝
| 9月8日 16:30 |

|  |

| 富山グラウジーズ vs. レバンガ北海道                       |
| クォーター・スコア: -, -, -, -                            |
| ※レバンガ北海道の欠場に伴い開催中止（富山は決勝戦に進出） |

| 9月8日 19:00 |

| レポート |

| 信州ブレイブウォリアーズ 74, 新潟アルビレックスBB 77 |
| クォーター・スコア: -, -, -, -                       |

#### 3位決定戦
| 9月9日 13:00 |

| レポート |

| 信州ブレイブウォリアーズ 97, 群馬クレインサンダーズ 68 |
| クォーター・スコア: -, -, -, -                         |

#### 決勝
| 9月9日 16:00 |

| レポート |

| 新潟アルビレックスBB 78, 富山グラウジーズ 108 |
| クォーター・スコア: -, -, -, -                |

### 東海

#### 1回戦
| 9月7日 17:00 |

|  |

| Fイーグルス名古屋 76, 茨城ロボッツ 90 |
| クォーター・スコア: -, -, -, -        |

| 9月7日 19:30 |

|  |

| 名古屋ダイヤモンドドルフィンズ 97, アースフレンズ東京Z 77 |
| クォーター・スコア: -, -, -, -                            |

#### 5位決定戦
| 9月8日 14:00 |

|  |

| Fイーグルス名古屋 83, アースフレンズ東京Z 62 |
| クォーター・スコア: -, -, -, -               |

#### 準決勝
| 9月8日 16:30 |

|  |

| 三遠ネオフェニックス 75, 名古屋ダイヤモンドドルフィンズ 89 |
| クォーター・スコア: -, -, -, -                             |

| 9月8日 19:00 |

|  |

| 茨城ロボッツ 64, シーホース三河 95 |
| クォーター・スコア: -, -, -, -     |

#### 3位決定戦
| 9月9日 13:00 |

|  |

| 三遠ネオフェニックス 96, 茨城ロボッツ 68 |
| クォーター・スコア: -, -, -, -           |

#### 決勝
| 9月9日 16:00 |

|  |

| 名古屋ダイヤモンドドルフィンズ 78, シーホース三河 71 |
| クォーター・スコア: -, -, -, -                       |

### 関西

#### 1回戦
| 9月7日 17:30 |

|  |

| 西宮ストークス 87, ソウル三星サンダース(KBL) 86 |
| クォーター・スコア: -, -, -, -                  |

| 9月7日 20:00 |

|  |

| 滋賀レイクスターズ 74, バンビシャス奈良 69 |
| クォーター・スコア: -, -, -, -             |

#### 5位決定戦
| 9月8日 14:00 |

|  |

| バンビシャス奈良 79, ソウル三星サンダース(KBL) 98 |
| クォーター・スコア: -, -, -, -                    |

#### 準決勝
| 9月8日 16:30 |

|  |

| 琉球ゴールデンキングス 101, 西宮ストークス 53 |
| クォーター・スコア: -, -, -, -                |

| 9月8日 19:00 |

|  |

| 大阪エヴェッサ 75, 滋賀レイクスターズ 47 |
| クォーター・スコア: -, -, -, -           |

#### 3位決定戦
| 9月9日 13:00 |

|  |

| 滋賀レイクスターズ 84, 西宮ストークス 68 |
| クォーター・スコア: -, -, -, -           |

#### 決勝
| 9月9日 16:00 |

|  |

| 大阪エヴェッサ 62, 琉球ゴールデンキングス 79 |
| クォーター・スコア: -, -, -, -               |

### 西日本

#### 1回戦
| 9月7日 17:30 |

|  |

| 愛媛オレンジバイキングス 89, 広島ドラゴンフライズ 81 |
| クォーター・スコア: -, -, -, -                       |

| 9月7日 20:00 |

|  |

| 島根スサノオマジック 79, 香川ファイブアローズ 89 |
| クォーター・スコア: -, -, -, -                   |

#### 5位決定戦
| 9月8日 14:00 |

|  |

| 広島ドラゴンフライズ 80, 島根スサノオマジック 55 |
| クォーター・スコア: -, -, -, -                   |

#### 準決勝
| 9月8日 16:30 |

|  |

| 愛媛オレンジバイキングス 80, ライジングゼファーフクオカ 76 |
| クォーター・スコア: -, -, -, -                             |

| 9月8日 19:00 |

|  |

| 熊本ヴォルターズ 82, 香川ファイブアローズ 73 |
| クォーター・スコア: -, -, -, -               |

#### 3位決定戦
| 9月9日 13:00 |

|  |

| 香川ファイブアローズ 74, ライジングゼファーフクオカ 79 |
| クォーター・スコア: -, -, -, -                         |

#### 決勝
| 9月9日 16:00 |

|  |

| 熊本ヴォルターズ 90, 愛媛オレンジバイキングス 76 |
| クォーター・スコア: -, -, -, -                   |